# Elencos do Mundial de Clubes FIFA de 2025
O Mundial de Clubes FIFA de 2025 é a primeira edição do torneio quadrienal internacional de futebol organizado pela Federação Internacional de Futebol (FIFA), disputado por 32 clubes das seis confederações continentais, nos Estados Unidos, entre 14 de junho e 13 de julho de 2025. Os 32 clubes participantes do torneio deverão registrar um elenco inicial de 26 a 35 futebolistas, incluindo três goleiros. Somente jogadores desses elencos são elegíveis para participar do torneio.
Uma lista provisória de convocados de 26 a 50 jogadores, incluindo quatro goleiros, teve que ser enviada por cada clube à FIFA. As listas provisórias não foram publicadas pela FIFA, com alterações permitidas antes do envio da lista final (inclusive para jogadores recém-registrados). De 1 a 10 de junho, as federações de todos os clubes participantes implementaram uma janela de transferências extraordinária para permitir o registro de jogadores recém-contratados. Da convocação provisória, a lista final de, no mínimo, 26 e, no máximo, 35 jogadores por clube deverá ser enviada à FIFA até 10 de junho, quatro dias antes da partida de abertura do torneio. Durante a competição, os clubes podem fazer alterações limitadas em sua lista final de 27 de junho a 3 de julho, caso a federação do clube tenha uma janela de transferências aberta durante esse período. No entanto, nenhum jogador pode jogar por dois clubes durante o torneio. Caso um goleiro na lista de convocados enviada sofra uma lesão ou doença antes ou durante o torneio, esse jogador pode ser substituído a qualquer momento. O médico do clube e o responsável médico do torneio da FIFA têm de confirmar que a lesão ou doença é suficientemente grave para impedir o atleta de participar no torneio.
Os futebolistas podem usar números de 1 a 99, desde que estejam registrados com o mesmo número na temporada mais recente da liga nacional do clube. Embora os clubes possam convocar até 35 jogadores, apenas 26 jogadores (11 titulares e 15 reservas) podem ser selecionados para participar de cada partida.
Como o torneio começa quatro dias após o término da janela internacional, as equipes só precisam chegar de três a cinco dias antes da primeira partida. Essa programação foi criticada por dar aos atletas pouco descanso antes do início do torneio.
A posição listada para cada jogador é a lista oficial do elenco publicada pela FIFA. A nacionalidade de cada jogador reflete a seleção nacional para a qual ele é elegível, conforme definido pelas regras de elegibilidade da FIFA.

## Grupo A

### Al-Ahly
O clube anunciou a lista com 28 futebolistas, em 11 de junho.

### Inter Miami
O clube anunciou a lista com 29 futebolistas, em 11 de junho.

### Palmeiras
O clube anunciou a lista com 29 futebolistas, em 8 de junho.

### Porto
O clube anunciou a lista com 28 futebolistas, em 10 de junho.

## Grupo B

### Atlético de Madrid
O clube anunciou a lista com 30 futebolistas, em 10 de junho.

### Botafogo
O clube anunciou a lista com 29 futebolistas, em 8 de junho.

### Paris Saint-Germain
O clube anunciou a lista com 24 futebolistas, em 10 de junho.

### Seattle Sounders
O clube anunciou a lista com 26 futebolistas, em 11 de junho.

## Grupo C

### Auckland City
O clube anunciou a lista com 29 futebolistas, em 9 de junho.

### Bayern de Munique
O clube anunciou a lista com 29 futebolistas, em 10 de junho.

### Benfica
O clube anunciou a lista com 30 futebolistas, em 10 de junho.

### Boca Juniors
O clube anunciou a lista com 35 futebolistas, em 10 de junho. Em 12 de junho, o zagueiro Ayrton Costa teve o seu visto para entrada nos Estados Unidos negado e havia sido cortado da competição. Em 13 de junho, o clube conseguiu um visto temporário de trabalho válido para o atleta durante a competição. Ayrton Costa já está nos Estados Unidos, com o elenco do clube.

## Grupo D

### Chelsea
O clube anunciou a lista com 29 futebolistas, em 11 de junho.

### Espérance de Tunis
O clube anunciou a lista com 32 futebolistas, em 11 de junho.

### Flamengo
O clube anunciou a lista com 34 futebolistas, em 11 de junho.

### Los Angeles FC
O clube anunciou a lista com 31 futebolistas, em 11 de junho.

## Grupo E

### Internazionale
O clube anunciou a lista com 33 futebolistas, em 11 de junho.

### Monterrey
O clube anunciou a lista com 30 futebolistas, em 11 de junho.

### River Plate
O clube anunciou a lista com 34 futebolistas, em 10 de junho.

### Urawa Red Diamonds
O clube anunciou a lista com 32 futebolistas, em 12 de junho.

## Grupo F

### Borussia Dortmund
O clube anunciou a lista com 30 futebolistas, em 10 de junho.

### Fluminense
O clube anunciou a lista com 31 futebolistas, em 6 de junho.

### Mamelodi Sundowns
O clube anunciou a lista com 26 futebolistas, em 12 de junho.

### Ulsan
O clube anunciou a lista com 28 futebolistas, em 12 de junho.

## Grupo G

### Al Ain
O clube anunciou a lista com 33 futebolistas, em 11 de junho.

### Juventus
O clube anunciou a lista com 35 futebolistas, em 11 de junho.

### Manchester City
O clube anunciou a lista com 27 futebolistas, em 11 de junho.

### Wydad Casablanca
O clube anunciou a lista com 29 futebolistas, em 11 de junho.

## Grupo H

### Al-Hilal
O clube anunciou a lista com 35 futebolistas, em 11 de junho.

### Pachuca
O clube anunciou a lista com 30 futebolistas, em 12 de junho.

### Real Madrid
O clube anunciou a lista com 34 futebolistas, em 11 de junho.

### Red Bull Salzburg
O clube anunciou a lista com 28 futebolistas, em 13 de junho.